# Taraxacum californicum
Taraxacum californicum es una especie de planta herbácea de la familia de las asteráceas. Es endémica de la sierra de San Bernardino en California. Crece en prados de montaña.

## Descripción
Es una planta perenne silvestre con una pequeña flor que se parece a su pariente cercano, el diente de león común (Taraxacum officinale). T. californicum tiene las hojas de color verde veteado de rojo, lobuladas o dentadas y las flores amarillas  dando frutos marrones y blancos.
Se conocen menos de veinte locales con la planta; varias de estas ocurrencias son sólo unos pocos individuos.  La planta puede hibridar con el diente de león común, que causa contaminación genética.